# Кирил Кралев
Кирил Траев Кралев е български стопански деец и политик от БКП, заслужил деятел на селското стопанство.

## Биография
Роден е на 25 май 1925 г. в пловдивското село Куклен. Завършва агрономство във ВССИ в Пловдив. От 1954 г. е член на БКП. Дълги години е председател на АПК „Георги Димитров“ в Първенец. Герой на социалистическия труд. Бил е член на Изпълнителния комитет на Общинския народен съвет в Пловдив. От 2 април 1976 до 4 април 1981 г. е кандидат-член на ЦК на БКП. От 4 април 1981 до 1990 г. е член на ЦК на БКП. Носител е на орден „Георги Димитров“.